# Уеска
 Тази статия е за града в Испания.  За едноименната провинция вижте Уеска (провинция).  
Уѐска (на испански: Huesca) е град в Североизточна Испания, административен център на провинция Уеска в автономната област Арагон. Разположен е в подножието на Пиренеите, на 65 km североизточно от Сарагоса и на 70 km от границата с Франция. Населението му е 52 223 души, по данни от 1 януари 2017 г.

## Личности
Родени в Уеска
- Алфонсо II Арагонски (1157 – 1196), крал на Арагон
- Хулио Алехандро (1906 – 1995), писател
- Рамон Асин (1888 – 1936), общественик и художник
- Карлос Саура (р. 1932), режисьор

Починали в Уеска
- Рамон Асин (1888 – 1936), общественик и художник

## Външни перпратки
- Официална страница на града Архив на оригинала от 2007-05-09 в Wayback Machine.